# Ixodes brewsterae
Ixodes brewsterae este o specie de căpușe din genul Ixodes, familia Ixodidae, descrisă de Keirans, Clifford și Walker în anul 1982. Conform Catalogue of Life specia Ixodes brewsterae nu are subspecii cunoscute.